# دانيال إيسلاس
دانيال إيسلاس (بالإسبانية: Daniel Islas)‏ هو لاعب كرة قدم أرجنتيني في مركز حراسة المرمى، ولد في 19 فبراير 1979 في بوينس آيرس في الأرجنتين. لعب مع إنديبندينتي وتيغري ولوس أنديس ونويفا شيكاجو وهوراكان ويونيون دي سانتا في.